# Nova Gora nad Slovensko Bistrico
Nova Gora nad Slovensko Bistrico – wieś w Słowenii, w gminie Slovenska Bistrica. W 2018 roku liczyła 136 mieszkańców.